# 2009년 세계 바이애슬론 선수권 대회
2009년 세계 바이애슬론 선수권 대회는 대한민국의 평창군에서 2009년 4월 15일부터 4월 24일까지 개최되었다. 아시아 지역 국가에서 최초로 열린 세계 바이애슬론 선수권 대회이다.

## 개요
2005년 국제 바이애슬론 연맹(IBU) 총회에서 대한민국의 평창이 2010년 세계 바이애슬론 선수권 대회 개최지로 결정되었다. 바이애슬론 종목이 유럽 지역에서만 거의 인기가 있어, 이 대회도 대부분 유럽 지역에서 개최되었으나, 아시아 지역의 바이애슬론 저변 확대를 위한 공감대가 형성되어 아시아에서는 사상 처음으로 이 대회를 대한민국에서 유치하게 되었다. 본래 2014년 동계 올림픽 유치 계획의 일환으로 추진되어, 동계 올림픽 개최지로도 활용할 계획이었으며, 동계 올림픽 개최는 무산되었으나, 대회 시설 건설은 차질없이 진행되었다. 대관령면의 용평 리조트에 최신식의 바이애슬론 경기 시설이 신설되었다.

## 일정
- 4월 15일 ~ 2010년 12월 17일 : 개회식
- 4월 18일 ~ 2010년 12월 20일 : 남녀 스프린트
- 4월 19일 ~ 2010년 12월 21일 : 남녀 추적
- 4월 20일 ~ 2010년 12월 22일 : 남자 개인
- 4월 21일 ~ 2010년 12월 23일 : 여자 개인
- 4월 22일 ~ 2010년 12월 24일 : 혼합 계주
- 4월 23일 ~ 2010년 12월 25일 : 남자 집단 출발 / 여자 계주
- 4월 24일 ~ 2010년 12월 26일 : 여자 집단 출발 / 남자 계주 / 폐회식

## 경기 결과

### 메달 집계
|      |            |    |    |    |      |
| 순위 | 나라       | 금 | 은 | 동 | 합계 |
| 1    | 노르웨이   | 4  | 1  | 3  | 8    |
| 2    | 독일       | 2  | 4  | 2  | 8    |
| 3    | 러시아     | 2  | 1  | 3  | 6    |
| 4    | 오스트리아 | 1  | 2  | 0  | 3    |
| 5    | 스웨덴     | 1  | 1  | 1  | 3    |
| 6    | 프랑스     | 1  | 0  | 1  | 2    |
| 7    | 슬로베니아 | 0  | 1  | 0  | 1    |
| 7    | 슬로바키아 | 0  | 1  | 0  | 1    |
| 9    | 크로아티아 | 0  | 0  | 1  | 1    |
| 합계 | 합계       | 11 | 11 | 11 | 33   |